# Jakob Bagge
Jakob Tordsson Bagge (Halland, 1º maggio 1502 – Stoccolma, 14 gennaio 1577) è stato un ammiraglio svedese.

## Biografia
Ufficiale del re Gustavo Wasa, divenne presto contrammiraglio e fu messo a capo di una squadra antidanese. Nel 1563 sconfisse i Danesi a Bornholm, ma poco dopo fu sconfitto da Lubecca e fatto prigioniero. Fu amnistiato nel 1571.